# Anthomyia brevicerca
Anthomyia brevicerca este o specie de muște din genul Anthomyia, familia Anthomyiidae, descrisă de Griffiths în anul 2001.
Este endemică în Mongolia. Conform Catalogue of Life specia Anthomyia brevicerca nu are subspecii cunoscute.